# Maria Henriques Osswald
Maria de Castro Henriques Osswald (* 1893 in Porto; † 1988 ebenda) war eine portugiesische Schriftstellerin und Übersetzerin.

## Werdegang
Osswald lebte in Porto. Sie übersetzte Werke von Johann Wolfgang von Goethe, Stefan Zweig, Thomas Mann, Heinrich Suso Braun,  Selma Lagerlöf und andere ins Portugiesische.

## Ehrungen
- 1971: Verdienstkreuz 1. Klasse der Bundesrepublik Deutschland